# Crombrugghia
Genre
Crombrugghia est un genre de lépidoptères (papillons) de la famille des Pterophoridae.

## Espèces
Liste d'après l'IRMNG :
- Crombrugghia brachycerus (nl)
- Crombrugghia brunnescens
- Crombrugghia clarisignis
- Crombrugghia distans
- Crombrugghia intermedia
- Crombrugghia kollari (en)
- Crombrugghia laetus
- Crombrugghia lantoscanus (nl)
- Crombrugghia obseletadistans
- Crombrugghia obsoletabrunnescens
- Crombrugghia obsoletaintermedia
- Crombrugghia ochreabrunnescens
- Crombrugghia ochreadistans
- Crombrugghia ochreaintermedia
- Crombrugghia reichli (en)
- Crombrugghia richardi (nl)
- Crombrugghia tristis